# Lomo

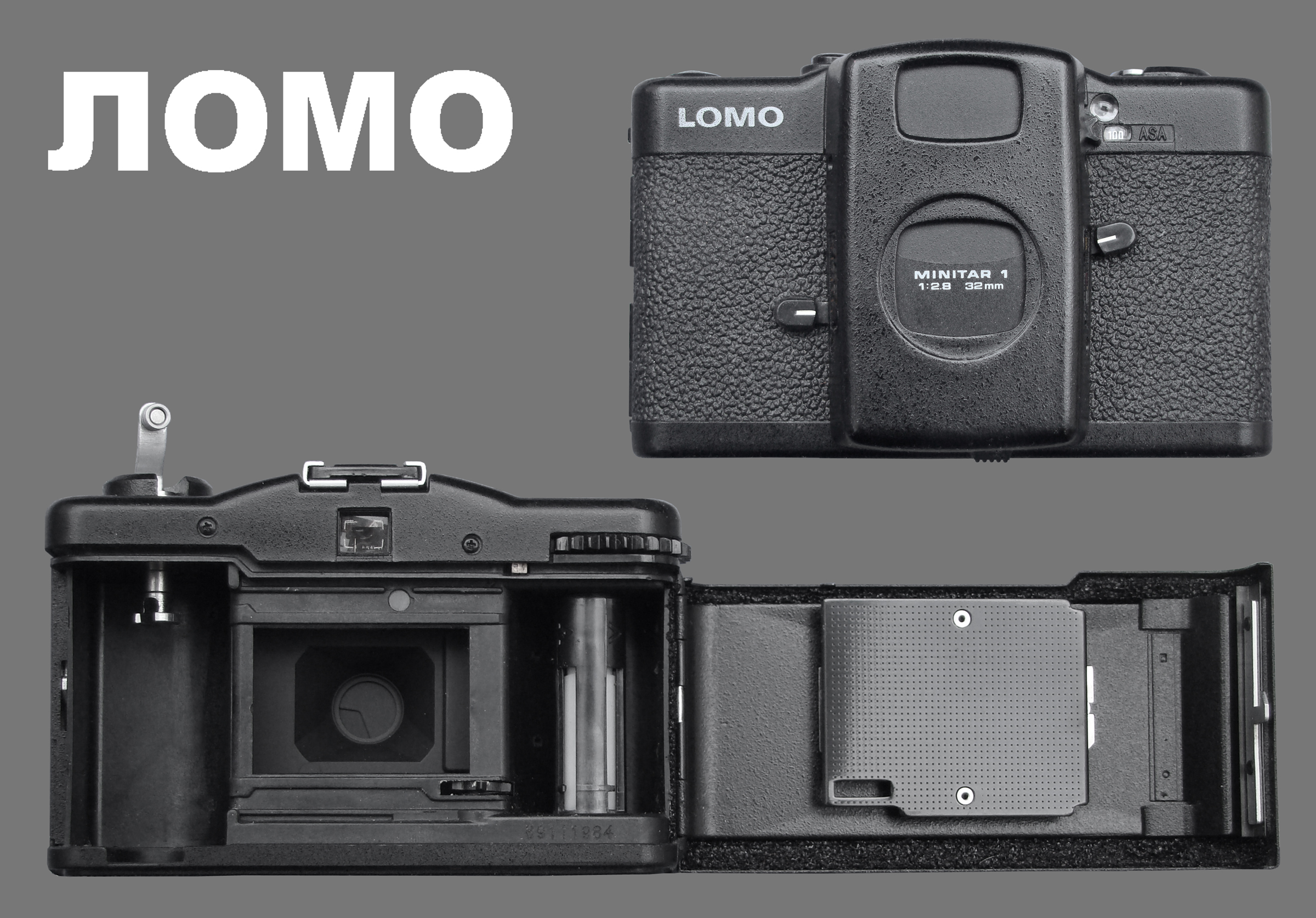
LOMO LC-A

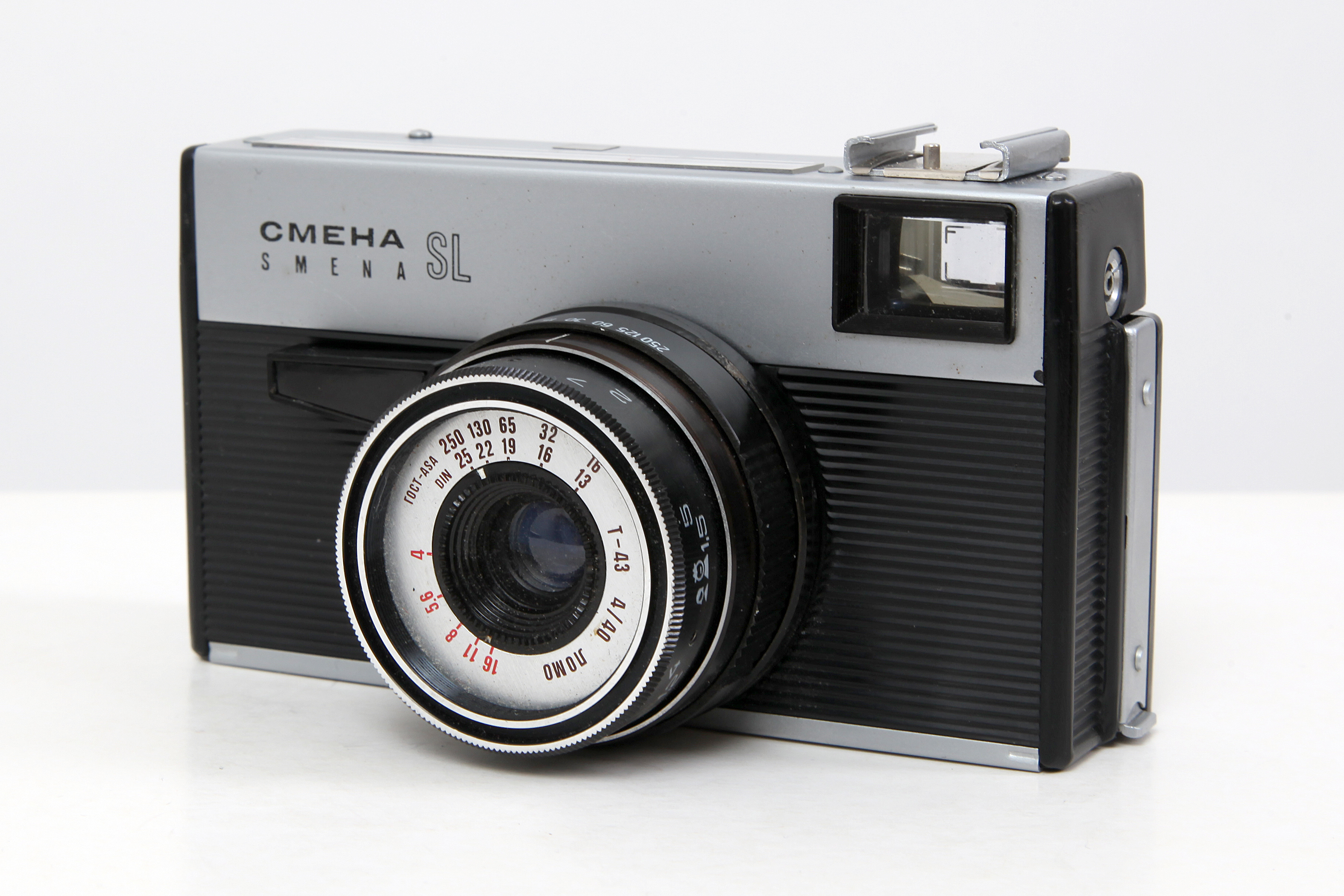
Smena SL

LOMO (bis 1965 GOMZ, dann LOOMP) ist die Abkürzung für Leningradskoje optiko-mechanitscheskoje obedinenije (Ленинградское оптико-механическое объединение). 1914 wurde das Unternehmen in Sankt Petersburg gegründet; die Stadt hieß zu Zeiten der Sowjetunion Leningrad, woher auch das „L“ im heutigen Firmennamen stammt. 

## Historie
Bis 1917 wurden verschiedene optische Geräte für die russische Armee entwickelt. 1930 wurde die erste sowjetische Fotokamera hergestellt. 1933 folgte die erste Filmkamera. Eine besonders in der DDR häufig anzutreffende LOMO-Kamera war die Smena in verschiedenen Ausführungen. 
Eines der Produkte von LOMO, die Kleinbildkamera LC-A (Lomo LC-A), wurde 1983 als Kopie eines Modells des japanischen OEM-Herstellers Cosina entwickelt und bis zur Produktionsverlagerung nach China im Jahre 2005 in St. Petersburg hergestellt. Auch die Mittelformatkamera Lubitel und die einst von GOMZ hergestellten Großformatkameras genossen immer große Beachtung. 

## Kerngeschäft
Das eigentliche Kerngeschäft der Firma LOMO sind hochwertige Labormikroskope und Mikroskopoptiken, die unter dem Namen „Biolam“ in den Handel kamen und anfangs im Wesentlichen Nachbauten von Zeiss-Mikroskopen darstellten. Darüber hinaus stellt LOMO astronomische Teleskope und Bauteile für diese her – die Produktpalette reicht hier von kleinen Amateurfernrohren bis hin zu Spiegeloptiken für professionelle Großteleskope.